# Amberre
Amberre är en kommun i departementet Vienne i regionen Nouvelle-Aquitaine i västra Frankrike. Kommunen ligger i kantonen Mirebeau som tillhör arrondissementet Poitiers. År 2022 hade Amberre 565 invånare.

## Befolkningsutveckling
Antalet invånare i kommunen Amberre
| Referens: INSEE |